# Halsbandsperber

Verbreitungsgebiet des Halsbandsperbers (grün)

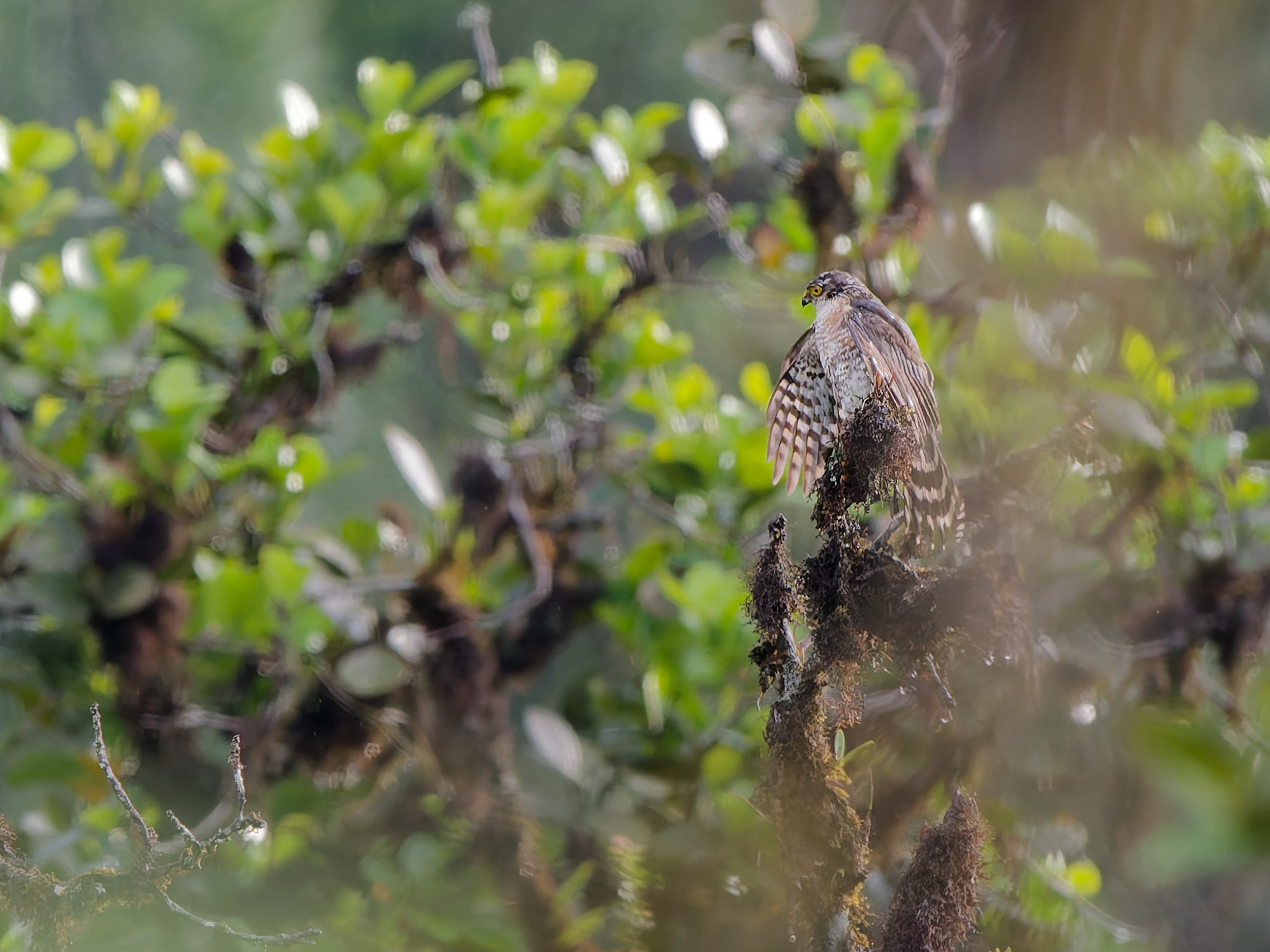
Halsbandsperber im Regen in Peru

Der Halsbandsperber (Microspizias collaris) ist ein Greifvogel aus der Familie der Habichtartigen (Accipitridae).
Der Vogel kommt in Südamerika vor in den Anden von Kolumbien, Venezuela, Ecuador und Peru.
Der Lebensraum umfasst feuchten tropischen oder subtropischen Bergwald, Waldrand und Lichtungen von 1000 bis 2500 m Höhe, kommt in höheren Lagen als der Däumlingssperber (Accipiter superciliosus) vor, aber nicht so hoch wie der Andensperber (Accipiter ventralis).
Der Artzusatz kommt von lateinisch collum ‚Nacken‘. Im Jahr 2021 wurde der Halsbandsperber zusammen mit seiner Schwesterart, dem Däumlingssperber (Microspizias superciliosus), in die neu eingeführte Gattung Microspizias überstellt.

## Merkmale
Die Art ist 24 bis 30 cm groß, das Weibchen ist wesentlich größer, die Flügelspannweite beträgt 43 bis 53 cm. Ein kompakter Sperber mit dickem Kopf, die Oberseite ist schwärzlich-braun. Scheitel und Nacken sind schwärzlich, mit unterbrochenem weißen Halsband, die Ohrdecken sind weißlich und dünn schwarz gestrichelt, Kinn und Kehle sind weiß und ungestrichelt. Die Unterseite ist weiß, dicht dunkelgrau bis schwärzlich-braun gebändert, der Steiß gefleckt, der Schwanz grau, mit fünf deutlichen Schwanzbinden schwärzlich auf Grau. Die Iris ist orange-gelb, Wachshaut, Augenring und Füße sind gelb, der Schnabel ist schwarz.
Das unterbrochene Halsband ist ein gutes Unterscheidungsmerkmal gegenüber dem kleineren und kürzerschwänzigen Däumlingssperber (Accipiter superciliosus), der außerdem eine feinere Bänderung der Unterseite aufweist.
Altvögel unterscheiden sich vom Andensperber (Accipiter ventralis) und vom Zweifarbensperber (Accipiter bicolor) durch die deutlich gebänderte Unterseite, mit Ausnahme von Hals und Kinn, die weißlich sind, und der geringeren Größe.
Jungvögel können braun oder rotbraun sein, auf der Unterseite gebändert, das Halsband ist fast durchgehend, häufig kastanienbraun. Die Augen sind gelb.
Die Art ist monotypisch.

## Stimme
Der Ruf wird als Folge kurzer, hoher, ansteigender und durchdringender Pfeiflaute „quee-kee-kee-kee“ beschrieben.

## Lebensweise
Die Art lebt eher versteckt. Die Nahrung besteht hauptsächlich aus Singvögeln. Mitunter kreist die Art auch im Suchfluge.
Die Brutzeit ist nicht bekannt.

## Gefährdungssituation
Die Art gilt als nicht gefährdet (Least Concern).